# Sektor kreatywny
Sektor kreatywny, przemysły kreatywne – część rynku tworzona przez podmioty prowadzące działalność gospodarczą związaną z kulturą i technologią, łączące działalność artystyczną z przedsiębiorczością. 

## Opis
Wyodrębnienie sektora kreatywnego wiązało się z nowym spojrzeniem na obszar kultury i sztuki w latach dziewięćdziesiątych XX wieku. Powołany w 1997 r. z inicjatywy władz Wielkiej Brytanii międzysektorowy Zespół ds. Przemysłów Kreatywnych (Creative Industries Taskforce) miał za zadanie pogłębienie wiedzy na temat nowo wyodrębnionej gałęzi rynku. Zespół opracował raport, który definiował sektor kreatywny jako „przemysły, które bazują na indywidualnej kreatywności, umiejętnościach i talencie oraz stwarzają potencjał generowania nowych miejsc pracy, wzrostu zamożności i rozwoju własności intelektualnej”. Autorzy raportu dokonali także wskazania trzynastu branż, z których składa się sektor kreatywny – reklama, architektura, rynek sztuki i antyków, rzemiosło, design, moda, film, gry video, muzyka, sztuki performatywne, rynek wydawniczy, oprogramowanie oraz radio i telewizja. 
Amerykański socjolog i ekonomista Richard Florida wyodrębnił ponadto tzw. klasę kreatywną, czyli osoby stanowiące główne źródło rozwoju postindustrialnych miast. W jej skład zaliczają się zawody zaliczane do sektora kreatywnego oraz naukowcy, badacze i wynalazcy. Zdaniem Floridy, klasę kreatywną charakteryzują trzy podstawowe wartości, tzw. 3T: talent, tolerancja i technologia. 